# Kochetinski
Kochetinski (del ruso: Кочетинский) es un posiólok del raión de Dinskaya del krai de Krasnodar del sur de Rusia. Está situado en las llanuras de Kubán-Priazov, a orillas del río Kochety, afluente del Kirpili, 4 km al sur de Dinskaya y 22 km al nordeste de Krasnodar, la capital del krai. Tenía 616 habitantes en 2010.
Pertenece al municipio Michurinskoye.